# Guillaume Janneau
Pour les articles homonymes, voir Janneau.
Guillaume Janneau ou Charles-Guillaume Janneau, né le 9 décembre 1887 à Saint-Nazaire et mort à Paris (14e) le 18 février 1981, est un critique d'art français, administrateur général du Mobilier national, des manufactures nationales de Beauvais et des Gobelins, puis de la Manufacture nationale de Sèvres ; il a été professeur d'art appliqué au Conservatoire national des arts et métiers.

## Biographie
L'amitié du père de Guillaume Janneau avec Aristide Briand (condisciples à l'école à Saint-Nazaire) a eu une conséquence probablement déterminante sur ses choix et sur sa carrière : Jeanneau dédie sa thèse, Une dynastie chaldéenne, les rois d'Ur, soutenue en 1909 et publiée en 1911 « à  Aristide Briand, en hommage de profonde reconnaissance et d'affection ».
Guillaume Janneau est formé à l'École du Louvre ; il en sort diplômé en août 1909. La loi de 1905 de séparation des églises et de l'état, dont le rapporteur est Briand, conduit à un nécessaire développement des services des Monuments historiques. Janneau est recruté en qualité d'inspecteur adjoint. Après avoir obtenu son diplôme, il est nommé inspecteur au Service des objets mobiliers.
La guerre de 1914-1918  interrompt sa carrière : il s'engage dès le début de celle-ci dans les chasseurs. Il est blessé et néanmoins se réengage. Il  est affecté dans l'artillerie en 1917. Après l'armistice, il est chargé de récupérer les trésors d'art du nord de la France pris par les Allemands.
Il reçoit la croix de guerre, citation et la Légion d'honneur.

### Journaliste et critique d'art
De 1913 à 1933, Janneau collabore à la revue Art et décoration ; en 1919 il fonde la revue bimensuelle Le Bulletin de la vie artistique, publiée par Bernheim-Jeune, qui aura 24 numéros, du  1er décembre 1919 au 15 décembre 1926. Félix Fénéon en sera le directeur de publication,. Il est rédacteur en chef de la Revue de l'art et du Bulletin de l'art, supplément de la revue, de 1928 à 1938.

### Fonctionnaire
En 1923 Janneau avait quitté les Monuments historiques pour le Mobilier national. En 1929, il est chargé de l'inspection générale du mobilier des ministères. En 1931 il lui est demandé de  réorganiser les manufactures d'Aubusson et de Felletin. En 1935, il devient directeur de la manufacture de Beauvais, et, deux ans plus tard, de celle des  Gobelins. Il fait appel à Jean Lurçat « afin de retourner à la sobriété originelle de la tapisserie ». Administrateur général du Mobilier national et des manufactures nationales de tapisseries, il crée et dirige, avec le concours de la Commission des Monuments historiques, un atelier de restauration des tapisseries.
Il est directeur de la manufacture de Sèvres entre 1940 et 1943.
Suspendu de ses fonctions par arrêté du 14 septembre 1944, Janneau est, le 29 août 1945, réintégré pour ordre avec droit à pension.

### Professeur
Janneau, qui avait enseigné durant sept ans durant, l'Histoire des techniques à l'École du Louvre et l'histoire des arts décoratifs à École nationale supérieure des arts et industries textiles de Roubaix, présente, le 29 novembre 1945, sa candidature à la chaire d'Arts appliqués au Conservatoire des arts et métiers. Son élection est confirmée à l'unanimité par l'Académie des beaux-arts. Il entre en fonction le 1er juin 1946. Il enseigne jusqu'en 1958 et devient alors professeur honoraire. Il continue d'écrire et de publier durant plus de 20 ans.
Il a été inhumé au Père-Lachaise, le 26 février 1981.

## Publications

### Thèse de l'École du Louvre
- Une dynastie chaldéenne, les rois d'Ur, Paris, Paul Geuthner, 1911, 61 p. (lire en ligne).

### Ouvrages consacrés à des artistes
- Émile Decœur céramiste, Paris, La Connaissance, 1922, 50 p.
- L'œuvre de Henri Georges Van Rinkhuyzen, Paris, Bernheim Jeune, 1922, 4 p. et 16 planches.
- Le Verre et l'art de Marinot, Paris, H. Floury, 1925, 84, illustré.
- Le dessin de Delacroix, Paris,, Bernheim Jeune, 1921, 16 p.

### Ouvrages de synthèse et d'histoire de l'art
- Au chevet de l'art moderne, Paris, F. Alcan, coll. « Art et esthétique », 1923, 156 p..
- Études d'art décoratif contemporain. Le Fer à l'Exposition internationale des Arts décoratifs modernes. Recueil de travaux de ferronnerie, Paris, F. Contet, 1925, 8 p. et 40 planches.
- Formes nouvelles et programmes nouveaux. L'art décoratif moderne, Paris, Bernheim Jeune, coll. « Les enquêtes du Bulletin de la vie artistique », 1925, 163 p..
- L'Art cubiste. Théories et réalisations. Étude critique, Paris, Charles Moreau, 1929, 115 p.[9].
- Les arts du feu, Presses universitaires de France, coll. « Que sais-je » (no 45), 1942, 128 p.
- Le luminaire : de l'Antiquité au XIXe siècle, Paris, Flammarion, 1950.
- L'époque Louis XVI, Paris, Presses universitaires de France, coll. « Le lys d'or », 1964, 185 p. et 39 planches[10].
- L'architecture militaire en France, Paris, Garnier, 1979, 143 p.
- La peinture Française au XVIIe siècle, Genève, P. Cailler, 1965, 505 p..
- Dictionnaire des termes d'art, Garnier frères, 1980, 245 p. (lire en ligne).

### Ouvrages consacrés au mobilier
- Les sièges. I. De l'art antique au style Régence. II. Du style Louis XV au style Restauration ; L'art oriental, Paris, R. Ducher, coll. « Les arts décoratifs », 1928 (réimpr. 1948 par Flammarion), 128 p..
- Les Meubles. I. De l'art antique au style Louis XIV. II. Du style Régence au style Louis XVI. III. Du style Louis XVI au style Empire, Paris, R. Ducher, 1929, 192 p., 262 ill.
- Les Beaux meubles français anciens. I. Les commodes. II. Les petits meubles. III. Les grands meubles. IV. Lits de repos et lits. V. Les sièges, Charles Moreau, 1930, 127 p..
- Les ateliers parisiens d'ébénistes et de menuisiers aux XVIIe et XVIIIe siècles, Paris, Serg, 1975, 273 p.

### Ouvrages consacrés à la formation
- L'apprentissage dans les métiers d'arts. Une enquête, Paris, H. Dunod et E. Pinat, 1914, 156 p.
- Technique du décor intérieur moderne, Paris, éditions Albert Morancé, 1928, 214 p. et 16 planches.